# 卢本伟外挂纷争
卢本伟外挂纷争，是对网络主播卢本伟在《絕地求生》游戏中有无使用游戏外挂的问题上产生的一系列纠纷。2018年1月，斗鱼网针对卢本伟在外挂纷争中的辱骂和诱导粉丝攻击他人事件，向其罚款100万元人民币并暂停其直播，但处罚决定并未提及卢本伟是否使用外挂。同年2月，卢本伟因教唆粉丝辱骂他人，被央视《焦点访谈》点名批评，同时遭到跨平台封禁。

## 起因
2017年11月28日，卢本伟在微博发出他在《絕地求生》中以29杀获得該局第一名的视频，而卢本伟此前从未出现过一局杀29人的表现，因此被怀疑使用外挂。卢本伟的女朋友赵梦玥在微博上解释称卢本伟一开始实力不佳，但是他直播完后每天会练习到中午11点，除了上厕所和拿外卖以外其他时间都在练习并持续几个月。
11月29日，哔哩哔哩用户“松鼠打不过仓鼠”发表视频，通过逐帧分析，称卢本伟使用外挂。随后卢本伟在其直播间进行澄清，声称自己没有使用外挂并会送上律师函，如果他被查实使用外挂，愿意赠予对方500万人民币，否则要求对方赔偿并当众道歉。
12月3日，松鼠打不过仓鼠在斗鱼TV开启直播，称不畏惧官司，并想与卢本伟进行对质，随后直播间被斗鱼封禁。其后全民直播主播帝师邀请松鼠打不过仓鼠前往全民TV与他进行联合直播。
12月4日，帝师在直播中刻意使用外挂完成了松鼠打不过仓鼠视频中的卢本伟所有操作，藉此諷刺卢本伟。
12月5日，卢本伟发表微博，表示约松鼠打不过仓鼠在线下展示操作，并会报销其全部费用。
12月6日凌晨，卢本伟《絕地求生》小号“LuBenWeiWuDI55”被发现于2个月前已被steam反作弊系统封禁。卢本伟在直播中解释，是他的一个朋友黄某當天半夜到他家用了他账号给他演示外挂達6場，并再次强调自己没有使用外挂。
12月7日，松鼠打不过仓鼠发布了一个视频，称他被斗鱼封禁的原因是因为他在直播中出现一些针对斗鱼平台的不当言论，所以斗鱼给他12小时的封禁和1分的处罚，他对斗鱼的封禁没有任何异议。松鼠打不过仓鼠还称在封禁后的第二天下午，斗鱼平台联系了他，详细解释封禁原因，并对他质疑的行为表示肯定，且愿意提供帮助与支持。

## 线下见面会侮辱质疑者
在此前的12月2日，卢本伟在四川省成都市举办了一场线下的粉丝见面会，在见面会上卢本伟教唆指使自己的粉丝辱骂质疑他开外挂的人。
12月6日，哔哩哔哩UP主“仓鼠的崇拜者”在哔哩哔哩发布视频《看了气炸了！【芦苇卢本伟五五开发毒誓否认开挂，及其粉丝恶毒辱骂质疑者】》，但该视频随后被删除。12月7日，哔哩哔哩官方发表声明表示，删除了这条视频的原因是：根据哔哩哔哩社区规范，对于包含辱骂和人身攻击内容的投稿予以删除处理。同时哔哩哔哩表示卢本伟身为前英雄联盟职业电竞选手，在直播平台拥有千万级粉丝的电竞主播，对年轻人影响力非常巨大，视频里的内容言论触目惊心，其负面社会影响是难以估量的。
12月7日晚，主播卢本伟的两位粉丝在百度贴吧发布自己的道歉视频，对自己在见面会使用侮辱性的话语进行道歉。
12月8日，卢本伟在微博就在见面会为未能正确引导粉丝向所有人道歉，希望不要再人肉其粉丝。19点，卢本伟开启短暂的直播，在这次直播中，卢本伟三次鞠躬，为自己和粉丝在见面会上辱骂质疑者的行为致歉。
2018年1月4日晚，卢本伟在停播26天后复播，称会举办线下自证。
2018年1月17日，针对这次卢本伟辱骂他人及诱导粉丝事件，斗鱼发布公告：责令卢本伟在直播间和微博公开道歉、暂停卢本伟直播，并罚款100万元人民币。
2018年2月12日，央视第一频道《焦点访谈》播出节目《重拳打击网络乱象 （页面存档备份，存于）》，节目中卢本伟以及另一名主播被点名批评并被实施跨平台封禁。

## 评论
- 哔哩哔哩官方在12月5日发出公告，称将为松鼠打不过仓鼠提供免费的法律咨询服务，力求保护UP主的个人权益不受侵害，独立创作能力不受影响。[22]

- 卢本伟曾经的徒弟古手羽（双方此前因为钱的原因决裂）发微博称大快人心。[23]

- 3DM总监在直播间称自己不缺律师函，此时突然直播间出现一个显眼的弹幕：“五五开到此一游，总监混(滚)出斗鱼”。[24]3DM站长宿菲菲表示会让卢本伟的人气变得跟总监的头发（光头）一样。[25]

- 卢本伟的哔哩哔哩录播相关者“宇宙最帅之卢本伟”表示不再对卢本伟进行视频宣传，对其诡辩掩盖事实感到失望。[26]

- 游戏主播芜湖大司马说：“开了怎么办呢？也不要落井下石，中国有一句古话说得好，得饶人处且饶人；没开的话，你说这么多也不太好。”[27]

- 游戏主播帝师在12月4日网络直播中故意使用外挂，甚至有意放出外挂的提示语音（“超级瞄准已部署”），暗示卢本伟只有使用外挂才能做出种种问题操作，并且故意装作“痛哭流涕”“推卸责任”；6日，帝师发表微博，表示和全民直播平台会继续支持仓鼠。小漠在微博下方评论，“差不多得了，我觉得他没开挂，只是被下了降头”。[28]

- 视频栏目《暴走大事件》的主持人王尼玛向《绝地求生》制作公司蓝洞发邮件来进行质询。[29]

- 直播平台熊猫TV出品了一档直播节目名为《揭露卢本伟开挂事件》，放在熊猫头条版面，并质疑斗鱼TV纵容包庇外挂使用者。[30]

- 卢本伟曾经的朋友，前LGD英雄聯盟分部職業選手現主播朱永权评论说：“卢本伟开挂其实没那么讨厌，只要好好道歉就没什么事情，但是那个成都的线下粉丝见面会骂人的视频真的是恶心到我了！卢本伟已经变的不单纯了。”[31]

## 传言
韦朕在直播中谈到过，蓝洞公司似与斗鱼TV有合作：蓝洞官方有一册白名单，白名单上的用户就算被检测出作弊也不会被封号，白名单上的用户全部是斗鱼主播。而蓝洞官方否认“白名单”这种说法。
在卢本伟小号被封禁后，网络上就流传出斗鱼微博账号宣布封禁卢本伟直播间和Wegame推特账号发布封杀卢本伟的截图。斗鱼表示图片是伪造的，而Wegame表示暂未开通包括推特在内的海外社交账号，网传截图不属实。
在卢本伟停播后，卢本伟直播间房称马飞飞（卢本伟双人游戏时的搭档）已经被开除。12月20日，马飞飞在微博上进行辟谣。
12月21日，“五五开自杀”出现在微博热搜。

## 后续
2019年9月9日，松鼠打不过仓鼠在哔哩哔哩公开道歉，表示自己看UP主“Mister丶老百”的视频后，认为自己对卢本伟29杀分析视频的确有问题。